# Локомотив (стадіон, Кошиці)
Стадіон «Локомотив» у Кошицях (словац. Lokomotiva Košice) — футбольний стадіон у м. Кошиці, Словаччина. Відкритий у 1970 році. Вміщує 10 787 глядачів. З 1997 року є домашьою ареною футбольного клубу «Кошиці». Із самого початку на стадіоні виступали команди «Локомотив» (Кошиці) та ФК «Кошиці» (пізніше перейменована в МФК «Кошиці»). 
Національна збірна Словаччини на цьому стадіоні провела декілька матчів, включаючи відбірковий матч чемпіонату Європи 2000 зі збірною Азербайджану.